# Антон Вексельбаум
Антон Вексельбаум (нім. Anton Weichselbaum; 8 лютого 1845, Лангенлойс, Нижня Австрія — 23 жовтня 1920, Відень, Австрія) — австрійський патолог і бактеріолог, відомий відкриттям збудника менінгококової інфекції — менінгокока.

## Біографія
Був сином виробника бочок. Вчився в гімназії в Кремсі. Упродовж 1855—1863 років вивчав медицину в Імператорському медичному хірургічному військовому госпіталі, академії імператора Йозефа та Віденському університеті, отримавши ступінь доктора медицини в 1869 році. Згодом у 1869—1871 роках був помічником патологоанатома Йозефа Енгеля (1816—1899), який вчився у Карла фон Рокитанського.
Після служби на різних посадах військовим лікарем, в 1875 році Вексельбаум став анатомічним демонстратором у Першій Імператорській і Королівській військовій лікарні у Відні. У 1878 році він отримав посаду приват-доцента на кафедрі патологічної анатомії у Віденському університеті. У 1882 році його призначено головним демонстратором у віденській лікарні Рудольфа, а в 1885 році став доцентом на кафедрі патологічної гістології та бактеріології. У 1893 році призначено повним професором кафедри патологічної анатомії та директором патологоанатомічного інституту Віденського університету, а в 1912 році він став ректором університету. Пішов у відставку в 1916 році.

## Науковий доробок
У 1887 році він став першим науковцем, хто ізолював збудника цереброспинального менінгіту. Він назвав бактерію Diplococcus intracellularis meningitidis. Вексельбаум був одним з перших науковців, хто визнав важливість бактеріології для патологічної анатомії. Він зумів продемонструвати наявність туберкульозної палички в крові осіб, які померли від міліарного туберкульозу. Він вніс вагомий внесок у політику охорони здоров'я в боротьбі з туберкульозом і був засновником першого австрійського інституту здоров'я легень (Lungenheilstätte) в Алланді. Також багато уваги приділив новій науці серології. Карл Ландштайнер виявив аглютинацію між сироваткою та клітинами крові, коли працював у лабораторії Вексельбаума асистентом. Вексельбаум також зробив цінні дослідження цукрового діабету, а також активно вивчав захворювання хрящів і суглобів, витратив багато сил на боротьбу з алкоголізмом. Йому також належить перший комплексний опис локальної ерозії кісток при артриті. Він заснував перший в Австрії інститут легеневого здоров'я (Lungenheilstätte).

## Основні наукові твори
- Der gegenwärtige Stand der Bakteriologie und ihre beziehungen zur praktischen Medizin. Klinische Zeit- und Streitfragen, volume 1, 1; Vienna, 1887.
- Grundriss der pathologischen Histologie. Leipzig-Wien, 1892. His most important work.
- The Elements of Pathological Histology: with special reference to practical methods / by Dr. Anton Weichselbaum. London: Longmans, Green, and Co., 1895. 456 pages.
- Über Entstehung und Bekämpfung der Tuberkulose. 1896.
- Parasitologie. Handbuch der Hygiene, volume 9; Jena, 1899.
- Epidemiologie. Handbuch der Hygiene, volume 9; Jena, 1899.
- Handbuch der pathogenen Mikroorganismen, volume 3; Jena, 1903.
- Handbuch der pathogenen Mikroorganismen, volume 3; Jena, 1903.
- Handbuch der pathogenen Mikroorganismen, volume 4; Jena, 1904.
- Immunität bei den durch den Micrococcus meningitidis cerebrospinalis (Diplococcus intracellularis meningitidis) verurscahten Erkrankungen.
- Handbuch der pathogenen Mikroorganismen, volume 4; Jena, 1904.
- Über die Infektionswege der menschlichen Tuberkulose. 1907.
- Über die Beziehungen zwischen Körperkonstitution und Krankheit. 1912.

## Визнання
Став членом Леопольдини і академіком Австрійської академії наук (1894). На його честь названо — грампозитивного, нерухомого, факультативного анаероба Streptococcus pneumoniae, який спричинює пневмонію, а іноді й сепсис, перитоніт або менінгіт. У 1929 році на його честь у Відні названо провулок (Weichselbaumgasse).